# 유린회

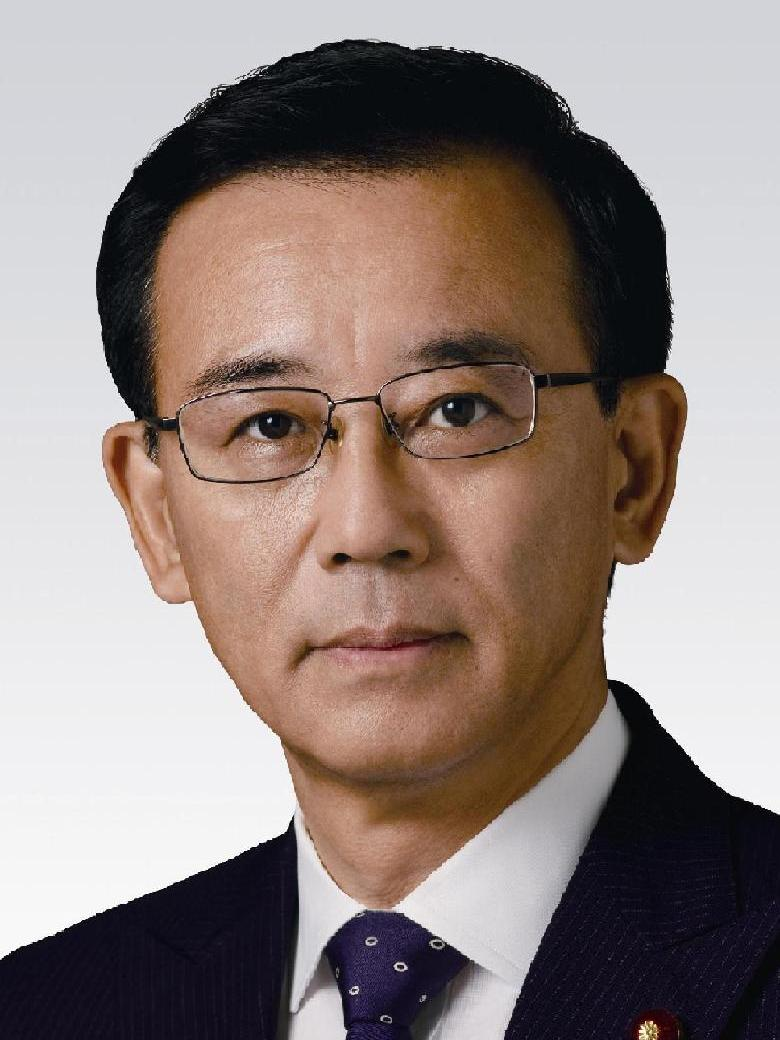
굉지회·다니가키파 제3대 회장 다니가키 사다카즈

유린회(일본어:  有隣会[*])는 다니가키 사다카즈를 중심으로 하는 일본 자유민주당의 파벌이다.
이 문서에서는 굉지회에서 분열해 가토파→구 가토파→오자토파→다니가키파의 통칭으로 불리며 전신에 해당하는 굉지회 분파에 대해서도 서술한다. 원래는 2000년 가토의 난에서 당시 굉지회 회장이었던 가토 고이치를 지지했던 그룹에 의한 파벌이었다.

## 역사

### 굉지회 분열

#### 가토파

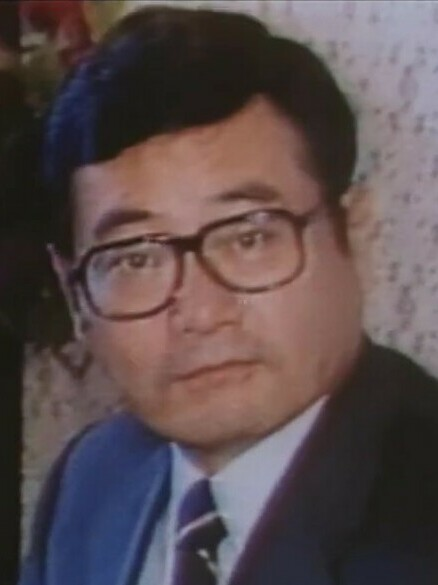
가토 고이치

2000년에 발생한 가토의 난은 철의 결속력을 자랑하던 굉지회의 분열을 가속화했다. 결국 2001년 전 총리대신 미야자와 기이치를 비롯해 고가 마코토 등은 호리우치 미쓰오를 대표로 하여 새로운 굉지회를 구성했고 기존의 굉지회는 가토 고이치를 중심으로 활동을 이어갔다. 하지만 많은 의원이 호리우치파로 넘어갔기에 가토가 이끄는 굉지회는 당내 제2파벌에서 제6파벌로 전락해야 했다.

#### 오자토파

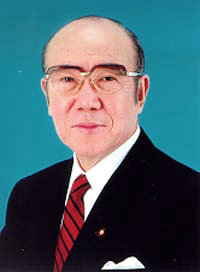
오자토 사다토시

2002년 3월 가토의 비서가 스캔들에 휘말려 체포되자 가토는 책임을 지는 차원에서 자민당을 탈당하고 의원직도 사임했다. 파벌 회장직에서도 물러났고 후임 회장으로 오자토 사다토시가 취임하여 가토파는 오자토파가 되었다. 가토는 2003년 총선에서 당선돼 정계에 복귀했고 자민당에도 재입당했다. 오자토파에도 복귀하여 최고고문에 취임했다.

#### 다니가키파
2005년 8월 오자토가 정계를 은퇴하고 9월에 가토가 굉지회를 이탈했기 때문에 새 회장을 선임하게 되었다. 후임으로는 다니가키 사다카즈가 선출됐고 오자토파는 다니가키파가 되었다. 소수 파벌이었음에도 다니가키파의 결속력은 강하여 2006년 일본 자유민주당 총재 선거에 다니가키가 출마하자 일치단결하여 다니가키를 지지했다. 다니가키는 비록 꼴등을 기록했지만 생각보다 많은 득표를 했다.
총재 선거에서 당선된 아베 신조는 다니가키파에 각료 자리를 하나도 배분하지 않았는데 이는 외무상에 유임한 아소 다로에 대한 처우와는 매우 다른 것이었다. 다만 중의원 의원운영위원장으로 다니가키의 측근인 아이사와 이치로가 취임했다. 2007년 일본 자유민주당 총재 선거 때 다니가키는 다시 한 번 출마를 검토했으나 아소에 대한 반감으로 파벌 전체가 후쿠다 야스오를 지지하기로 결정했다. 후쿠다가 총재 선거에서 승리하자 다니가키는 자유민주당 정무조사회장이 되어 다니가키파는 일약 주류파로 등극했다.

### 고가파에 합류
아소에 대한 반감을 가진 것은 다니가키파에 국한하지 않았고 한때 한솥밥을 먹었던 고가파도 아소에 반발하고 있었다. 두 파벌을 비롯해 자민당의 대부분 파벌이 아소 포위망을 구성해 아소를 낙선시키는 데 성공했고 이를 계기로 두 파벌 사이에선 친밀감이 생겨 통합에 대한 논의도 이루어졌다. 이후 2008년 5월 다니가키파가 고가파에 합류하는 형태로 굉지회 통합이 실현됐다. 회장은 고가가 취임했고 다니가키는 넘버 2가 되었다. 한편 고가계인 가와사키 지로가 부회장이 되고 다니가키계인 아이사와가 총무회장이 되어 파벌 내의 균형을 맞추고자 노력했다.
2009년 진행된 제45회 일본 중의원 의원 총선거에서 자민당은 전례가 없는 참패를 경험했다. 굉지회는 소속 의원이 절반으로 줄어들었는데 제1파벌인 세이와 정책연구회와 제2파벌인 헤이세이 연구회는 소속 의원이 1/3로 줄어들어 굉지회는 자민당 내 최대 파벌이 될 수 있었다.
아소가 총재직에서 물러나면서 2009년 일본 자유민주당 총재 선거가 진행됐고 다니가키가 승리했다. 굉지회는 물론 다른 파벌의 폭넓은 지지를 받았지만 오노데라 이쓰노리가 입후보를 모색하던 고노 다로를 지지하고 스가 요시히데는 파벌을 이탈하면서까지 고노를 적극적으로 지지하는 등 세대 대립의 모습을 보였다. 어쨌든 다니가키가 총재가 되면서 굉지회는 고노 요헤이 이후 14년 만에 총재를 배출하게 되었다. 하지만 자민당이 야당으로 전락했기에 총리대신이 되지는 못했다.
2010년 제22회 일본 참의원 의원 통상선거와 2011년 제17회 통일지방선거에서 자민당을 승리로 이끈 다니가키는 2012년 일본 자유민주당 총재 선거에 출마해 재선을 노렸다. 다니가키는 소속 파벌의 회장인 고가에게도 지지를 요청했지만 고가는 세대 교체를 주장하며 다니가키의 출마에 반대했다. 결과적으로 다니가키는 총재 선거에 출마조차 하지 못했고 굉지회 내에선 이로 인한 갈등이 폭발했다. 고가는 책임을 지고 회장직에서 물러나야 했다.
신임 회장에는 기시다 후미오가 취임하고 하야시 요시마사가 좌장이 되고 가토는 명예회장 자리에 올랐다. 이 과정에서 고가에 반발하던 아이사와·가와사키 지로 등 다니가키계 의원 10여 명은 굉지회를 탈퇴했다.

### 다니가키 그룹 ‘유린회’의 결성
다니가키계 의원들은 다니가키와 가와사키를 고문으로 하는 새 그룹을 만들기로 결정하고 2012년 10월 31일 유린회를 결성했다. 유린회는 《논어》에 나오는 구절인 덕불고 필유린(德不孤必有鄰; 덕이 있으면 따르는 사람이 있으므로 외롭지 않음)에서 따왔다. 유린회에는 다니가키계 의원 외에도 2012년 총재 선거에서 다니가키를 지지했던 이마무라 마사히로·다나하시 야스후미 등 무파벌 의원들도 합류했다.
언론은 일반적으로 다니가키 그룹이라 부르는데 기존 파벌과 달리 소속 의원들을 강하게 구속하지 않고 느슨하게 관리하는 그룹으로 활동하기로 방침을 정했기 때문이었다. 다른 파벌과의 중복 참가도 허용하고 있으며 목요일에 정례 회의를 진행하는 다른 파벌과 달리 수요일에 공부 모임을 개최하고 있다. 이 때문에 파벌에 구애받지 않는 소장파 의원이나 정보 교환을 목적으로 하는 원로 의원들도 참가하고 있다. 대표적으로 기시다파의 가네코 겐지로나 다케시타파의 니노유 사토시가 있다.
2012년 12월 수립된 제2차 아베 신조 내각에 다니가키가 법무상으로 입각했다. 2014년 9월 개각 이후에는 다니가키가 자유민주당 간사장이 되었고 제3차 아베 신조 내각 때는 나카타니 겐과 엔도 도시아키가 입각했다.
2016년 여름 예정된 당직 인사에서 아베는 다니가키를 간사장에 유임시키고자 했지만 2016년 7월 16일 자전거를 타다가 경추를 다쳐 입원하게 된 다니가키가 사임 의향을 밝혀 아베는 다니가키 대신 니카이 도시히로를 새 간사장에 임명했다.
2017년 유린회 내에서 아소파·산도파와의 통합 논의가 이루어졌지만 다니가키가 난색을 표했다.
이런 와중인 2017년 5월 12일에 아소파, 산토파와의 합류를 향해 사토 쓰토무 등 6명은 천원회를 설립했으며 사토 외에 다나하시 야스후미·안도 히로시·아베 도시코 등 4명은 다니가키 그룹을 이탈했다. 이탈한 4명은 아소, 산토 양 파벌과 함께 지공회에 합류했다.

#### 다니가키의 정계 은퇴 이후
결국 다니가키는 2017년 10월에 있을 제48회 일본 중의원 의원 총선거에 출마하지 않겠다고 선언하면서 자연스럽게 정계를 은퇴했다. 이후 나카타니와 아이사와가 함께 고문으로 취임했다.
2020년 일본 자유민주당 총재 선거 때는 다니가키 그룹에서 특정 후보를 옹립하지 않았다. 대신 나카타니가 이시바 시게루를 지지했고 엔도가 기시다 진영의 선거대책본부장으로 취임하여 파벌 내부의 대응이 갈렸다.
2021년 일본 자유민주당 총재 선거 때는 다니가키 그룹이 기시다 지지를 선언했다. 기시다가 당선되자 이번에도 기시다 진영에서 선거대책본부장직을 맡은 엔도가 자민당 선거대책위원장에 기용됐다. 제1차 기시다 내각에선 가네코가 농림수산상으로, 니노유가 국가공안위원장 겸 내각부 특명담당대신으로 입각했는데 두 사람 모두 다케시타파와 다니가키 그룹에 중복 가입된 의원들이었다.
2022년부터 그룹 회합 정례일을 기존 수요일에서 목요일로 바꾸었다. 이듬해 2023년 6월 7일에는 엔도가 그룹을 파벌로 재편하는 것을 검토하고 있다고 발표했다. 엔도는 다른 파벌과의 중복 가입을 계속 허용할 방침이라고 밝혔지만 8월 22일 결국 파벌로의 재편을 단념했다.
2023년 9월 제2차 기시다 제2차 개조내각에 가토 고이치의 딸인 가토 아유코가 내각부 특명담당대신으로 입각했다.

## 같이 보기
- 자유민주당의 파벌
- 굉지회
- 신재정연구회
- 지공회